# Elizabeth Forbes
Elizabeth Adela Forbes (Kingston, 29 dicembre 1859 – Penzance, 16 marzo 1912) è stata una pittrice canadese principalmente attiva nel Regno Unito.
Il suo stile è stato influenzato dal post-impressionismo, dai preraffaelliti e dai pittori realistici della Scuola di Barbizon. Apparteneva alla Scuola di Newlyn

## Biografia
Elizabeth Armstrong è la figlia minore di William Armstrong, un dipendente del governo del Canada. Ha studiato privatamente prima in Canada, poi in Inghilterra.
Nel 1889, sposò Stanhope Forbes. La coppia ha un figlio, Alec, nato nel 1893. Dopo aver studiato e lavorato nell'Europa continentale, Forbes si è trasferita a Newlyn, in Inghilterra, dove ha cresciuto suo figlio e ha fondato una scuola con suo marito Stanhope Forbes. Nel 1904, la coppia si trasferì nell'Higher Faugan.
In quell'anno espose con grande successo alla Fiera Colombiana di Chicago.
Elizabeth Forbes aveva una forte preferenza per la pittura "en plein air". Ha dipinto molte opere di genere, spesso con bambini. Era amica di James Abbott McNeill Whistler e Walter Sickert, che influenzarono entrambi il suo lavoro. Fece molte incisioni e anche libri illustrati, spesso nello stile dei preraffaelliti.
Morì a Newlyn nel 1912, a 52 anni. Suo figlio Alec, il suo unico figlio, morì durante la prima guerra mondiale.

## Galleria d'immagini

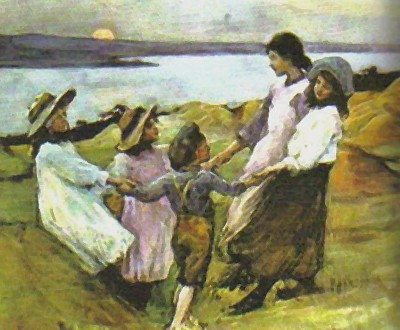
Ring A Ring O'Roses (1880)
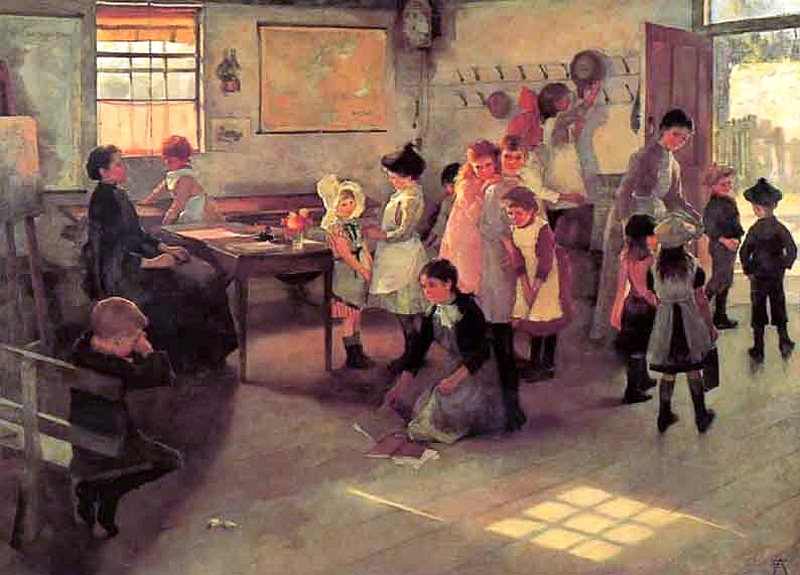
La scuola è fuori (1889)
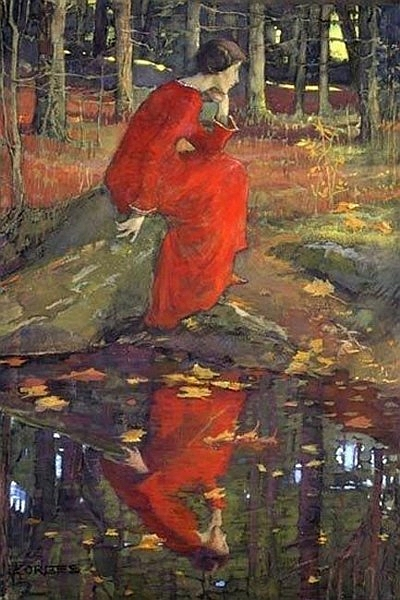
La foglia (1897/1898)
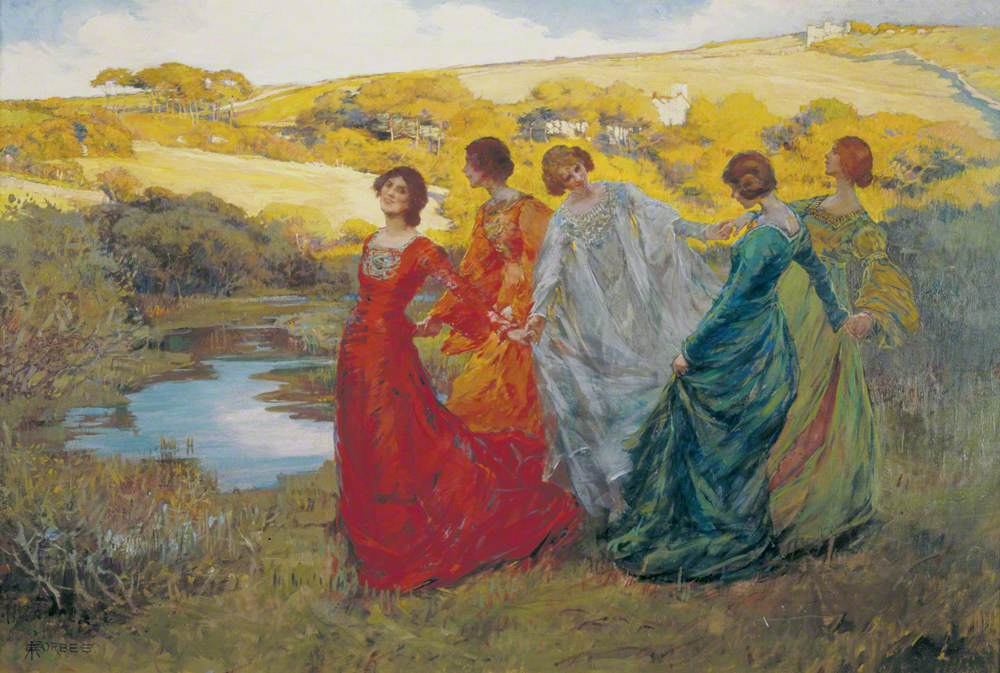
In una bella giornata (1903)
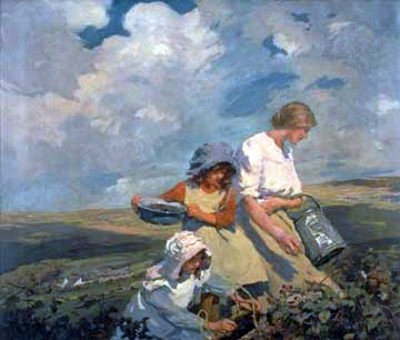
La raccolta della mora (1912)